# Giordano Damiani
Giordano Damiani (Trieste, 27 giugno 1930 – Trieste, 13 marzo 1999) è stato un cestista italiano.

## Carriera
Dal 1938 al 1943 frequenta il ricreatorio comunale “E. Toti” nel rione di San Giusto, ove si dedica al pattinaggio a rotelle ed alla musica.
Il maestro Tatulli, accortosi, durante le lezioni di solfeggio, di quanto fosse attratto dalla pallacanestro, gli consiglia di dedicarsi con impegno a questa disciplina sportiva.
Nel 1945 viene scelto dal professor Orlando per far parte della squadra dell'ANPI, che partecipa al campionato di Promozione.
Nel 1946-47 inizia l'attività alla Società Ginnastica Triestina quale capitano della squadra juniores, vincitrice del titolo di campione d'Italia (istituito per la prima volta a livello nazionale dalla Federazione Italiana Pallacanestro).
Nel 1948-49 è convocato nella Nazionale italiana juniores ad Antibes (la squadra è stata istituita dalla Federazione Italiana per la prima volta nella storia della pallacanestro). Sempre nel 1949 è componente della seconda squadra della Società Ginnastica Triestina, campione d'Italia.
Nel 1950 diventa titolare della prima squadra della Società Ginnastica Triestina e nel 1951 capitano, ruolo che mantiene fino al 1959. Nello stesso anno, convocato nella Nazionale italiana, partecipa al Torneo Internazionale di Istanbul.
Nel 1952 partecipa alle Olimpiadi di Helsinki e nel 1953 nuovamente al Torneo Internazionale  di Istanbul.
Nel 1954 si classifica al secondo posto nel campionato nazionale di Serie A (massimo risultato raggiunto dalla società nel dopoguerra) e partecipa con la Nazionale italiana alla sfida con il Belgio a Milano.
Nel 1955 partecipa ai Campionati Europei di Budapest, dove l'Italia si qualifica al sesto posto. Nello stesso anno sfida la Francia a Trieste.
Nel 1956-57 conquista il titolo di Campione d'Italia della Serie A. Nel 1962 lascia Trieste e viene ingaggiato, a torneo già iniziato, dalla Società Ginnastica Goriziana, che milita nel massimo campionato. Nel 1963 lascia l'attività agonistica.
Qualche anno più tardi, viene chiamato come allenatore dalla Società Italsider, in serie C. Successivamente ricopre il ruolo di direttore sportivo della sezione pallacanestro.
In seguito viene eletto consigliere regionale della Federazione Italiana Pallacanestro.